# Rimsko gledališče, Orange
Rimsko gledališče v Orangeu (francosko Théâtre antique d'Orange) je rimsko gledališče v Orangeu, Vaucluse, Francija. Zgrajeno je bilo v začetku 1. stoletja našega štetja. Objekt je v lasti občine Orange in je dom poletnega opernega festivala Chorégies d'Orange.
Je eno najbolje ohranjenih rimskih gledališč in je služilo rimski koloniji Arausio (ali natančneje Colonia Julia Firma Secundanorum Arausio: "julijska kolonija Arausio, ki so jo ustanovili vojaki II. legije Augusta"), ki je bila ustanovljena leta 40 pr. n. št. Ker je imelo gledališče pomembno vlogo v življenju meščanov, ki so tam preživeli velik del svojega prostega časa, so rimske oblasti videle gledališče ne le kot sredstvo za širjenje rimske kulture v kolonijah, ampak tudi kot način, kako jih odvrniti od vseh političnih dejavnosti.
Mimika, pantomima, branje poezije in attelana (nekakšna farsa, ki je precej podobna commedia dell'arte) so bile prevladujoče oblike zabave, ki so večinoma trajale ves dan. Za navadne ljudi, ki so imeli radi spektakularne učinke, so postale zelo pomembne veličastne scenografije in uporaba odrskih strojev. Ponujena zabava je bila odprta za vse in brezplačna.
Obnovljeno je bilo v svoji nekdanji funkciji, predvsem za opero, hkrati pa se uporablja kot turistična točka. Leta 1981 je bilo rimsko gledališče zaradi izjemne ohranjenosti in arhitekture vpisano na Unescov seznam svetovne dediščine.

## Konstrukcija in struktura
Zgodnje rimsko gledališče je bilo večinoma zgrajeno iz lesa in je bilo mišljeno kot začasna stavba. Leta 55 pr. n. št. je Pompej dal zgraditi kamnito gledališče v svojem domačem mestu Rimu, nato pa so se velika (in stalna) rimska gledališča močno razširila. Gledališče v Orangeu je nastalo pod vladavino Avgusta in velja za eno prvih te vrste na tem območju današnje Francije. Eden najbolj ikoničnih delov te stavbe je velika zunanja fasada, ki meri 103 metre v dolžino in 37 metrov v višino. Prvotno je bila nad gledališčem lesena streha, ki je ščitila občinstvo pred neugodnimi vremenskimi vplivi. Na stenah so dokazi, ki kažejo, da je bila streha v nekem trenutku uničena v požaru. Čeprav je razmeroma redka v okrasju, daje trinadstropna stena izjemno močan videz celotne stavbe. Glavna tri vrata na prvem nivoju fasade se odpirajo neposredno na oder znotraj gledališča, ki lahko sprejme od 5800 do 7300 sedežev (danes je velik del sedežev rekonstruiran, da se zagotovi varnost turistov in občinstva).
Oder, ki je dolg 61 metrov in je dvignjen približno en meter od tal, podpira 37 metrov visok zid, katerega višina je v celoti ohranjena. Ta stena je ključnega pomena za gledališče, saj je pomagala projicirati zvok velikemu občinstvu. Stena, imenovana tudi scaenae frons, je edina arhitekturno okrašena površina v celotnem gledališču. Prvotno je bila okrašena z marmornatimi mozaiki različnih barv, številnimi stebri in frizi ter kipi, postavljenimi v niše. Osrednja niša vsebuje 3,5 metra visok kip cesarja Avgusta, čeprav je bil to najverjetneje obnova originalnega kipa Apolona, boga glasbe in umetnosti. Osrednja vrata pod nišo, v kateri je ta kip, se imenujejo Kraljeva vrata ali valva regia. Ta vrata so uporabljali samo najpomembnejši, glavni igralci za vstop in izstop na oder. Nad vrati je bil friz, okrašen s kentavri, ki ga ni več, ampak je na ogled čez cesto v muzeju Orange (žal so ostali le ostanki). Oder je bil pokrit s sodobno ploščadjo, ko so gledališče spet začeli uporabljati za opere in druge predstave.

## Razpad
Ko je Zahodno rimsko cesarstvo razpadlo v 4. stoletju, ko je krščanstvo postalo uradna vera, je bilo gledališče zaprto z uradnim ediktom leta 391, ker je Cerkev nasprotovala temu, kar je takrat imela za necivilizirane spektakle. Verjetno so ga leta 412 oropali Vizigoti in tako kot večina rimskih stavb je bilo skozi stoletja gotovo odstranjeno boljšega kamna za ponovno uporabo. V zgodnjem srednjem veku so ga uporabljali kot obrambno postojanko, do 12. stoletja pa ga je Cerkev začela uporabljati za verske igre. Med verskimi vojnami v 16. stoletju je postalo zatočišče za meščane, ko je bilo mesto oplenjeno. Velik del prebivalstva je odšel.

## Rekonstrukcija
Obnova se je začela leta 1825 z namenom, da se gledališče vrne njegovemu prvotnemu namenu: gostiti velike, razburljive predstave. Leta 1869, ko je bilo še v procesu obnove, je gledališče gostilo »Rimske festivale«, ki so pripeljali več kot 10.000 gostov. Zelo pomemben del obnove je bilo izkopavanje območja okoli gledališča, ki se je zgodilo v 1930. To izkopavanje in izravnavanje okoliških stavb je odkrilo številne zgodovinske predmete in artefakte, ki so razširili poznavanje zgodovine in uporabe stavbe. Danes so popolnoma obnovljeni vsi trije nivoji sedežev, skupaj s številnimi stopnišči, večjimi deli tlaka, odrom, orkestro in deli sten.
V 19. stoletju se je gledališče počasi začelo vračati v svoj prvotni sijaj, zahvaljujoč prizadevanjem Prosperja Mériméeja, ki je bil takrat direktor Monuments Historiques. Pod njegovim vodstvom so se leta 1825 začela obnovitvena dela in leta 1869 je gledališče postalo dom Rimskega festivala, ki je slavil slavo Rima in je vključeval izvedbo Méhulove opere Jožef. V drugi polovici stoletja so se vsi glavni igralci francoskega klasičnega odra pojavili na festivalih v Orangeu, vključno s Sarah Bernhardt, ki je leta 1903 igrala Phèdre.
Do konca stoletja so obnovili večstopenjske sedeže, kar je odraz birokratskega procesa. Leta 1902 je festival dobil novo ime, Chorégies, načrtovan kot letni poletni festival. Ime izhaja iz davka, ki je bil naložen bogatim Rimljanom za plačilo gledaliških produkcij. Do leta 1969 so Chorégies sestavljale igre, ki so se izmenjevale z glasbenimi deli, opero in simfonijami. Vendar pa je po tem datumu Orange postal le operni festival, gledališka dela pa so bila uprizorjena v Avignonu.

## Trenutna uporaba
The Théâtre d'Orange velja za najbolje ohranjeno rimsko gledališče v vsej Evropi. Upravlja ga Culturespaces, organizacija, ki upravlja tudi z drugimi povezanimi kulturnimi znamenitostmi na tem območju, kot sta muzej Orange in Slavolok, med drugimi kraji v južni Franciji. Ta prizadevanja za ohranitev omogočajo, da se ne uporablja samo kot zgodovinsko mesto, ampak tudi kot prizorišče za koncerte in gledališke predstave.
Prvi večji festival v gledališču leta 1869 po začetku obnove se je imenoval »Rimski festival«. Ta festival se je razvil v letni festival, imenovan Chorégies. Ti multimedijski dogodki pritegnejo na tisoče obiskovalcev z vsega sveta.
V preostalem delu leta je Théâtre d'Orange glavna turistična atrakcija. Turisti se lahko sprehodijo skozi glavno gledališče ter okoliške sobe in hodnike, medtem ko jih vodi avdiovodnik.
Leta 1981 je UNESCO razglasil gledališče za svetovno dediščino.

## Galerija
- Sedeži v gledališču
- Friz kentavra
- Nova odrska streha
- Rimsko gledališče z novo streho na odru
- Francoska tujska legija ob praznovanju dneva Camerone v rimskem gledališču v Orangeu
- Sedišča in oder, s streho v obnovi, 2005